# Cleome mexicana
Cleome mexicana là một loài thực vật có hoa trong họ Màng màng. Loài này được (DC.) D.Dietr. mô tả khoa học đầu tiên năm 1840.